# Головко Вадим Валерійович
Вадим Валерійович Головко (нар. 3 вересня 1991) — український актор театру і кіно.

## Навчання
У 2012 році закінчив Дніпропетровський театрально-художній коледж за спеціальністю «актор драматичного театру». Він навчався на курсі художнього керівника Григорія Феодосійовича Богомаза-Бабія.

## Творчість
Вадим Головко працює актором Одеський обласний академічний драматичний театр.

### Театральні роботи
- Луї Дюпон — мюзикл «Едіт Піаф. Життя в кредит», Юрій Рибчинський, Вікторія Васалатій (2012, реж. Анатолій Антонюк);
- Пес Здоровань — «Love story», Марія Ладо (2013, реж. Георгій Ковтун);
- Джон Сьюарт — «Князь повного місяця» Б.Стокер (2012, реж. М.Чумаченко);
- Олексій Берестов — «Панночка-селянка» Олександр Пушкін (2014 року, реж. О.Кондратьєва);
- Чорт — «Повітова тяганина» Олена Пушкіна за розповідями Антона Чехова (2014 року, реж. Олена Пушкіна).

### Ролі в кіно
| Рік         |   | Назва                    | Роль                                       |
| ----------- | - | ------------------------ | ------------------------------------------ |
| 2018        | с | За правом любові Україна | Петро (головна роль)                       |
| 2017        | с | Пес-3 Україна            | Чип, студент у 2-й серії «Убивство онлайн» |
| 2017        | с | Все ще буде              | епізод                                     |
| 2016 — 2017 | с | Райське місце Україна    | Михай                                      |
| 2016        | с | Любов і море             | офіціант                                   |
| 2015        | с | Анка з Молдаванки        | одесит на Французькому бульварі            |
| 2014 — 2016 | с | Світло і тінь маяка      | Влад Чигорін                               |
| 2014        | с | Син за батька            | шанувальник Марго                          |
| 2014        | с | Сонячний удар            | солдат                                     |
| 2014        | с | Пляж                     | Гендос (у 9-10-й серіях)                   |
| 2014        | с | Курортна поліція         | Ілля                                       |
| 2014        | с | Веселі хлопці ;)         | Макс                                       |
| 2014        | с | Брат за брата-3          | Льоша Бобров                               |
| 2013        | с | Чорні кішки              | солдат-інтендант                           |
| 2013        | с | Саранча                  | поет-альфонс                               |